# Одвар Нурдлі
Одвар Нурдлі (нор. Odvar Nurdli; 3 листопада 1927, Станге — 9 січня 2018, Осло) — норвезький політик, представник Норвезької робітничої партії та Прем'єр-міністр Норвегії з 1976 по 1981 рік.

## Біографія
Одвар Нурдлі народився 3 листопада 1927 року в селищі Тангені, Норвегія. Був сином залізничного робітника і домогосподарки, Нурдлі виріс в Станге, Гедмарк. Після Другої світової війни він служив у незалежній норвезькій бригадній групі в Німеччині, що входила до складу союзних військ, які окупували післявоєнну Німеччину.
За освітою він став дипломованим бухгалтером, перш ніж зайнятися політикою, і працював у цій галузі до 1961 року. Він обіймав посаду заступника мера муніципалітету Станге з 1951 по 1963 рік.
Був обраний до норвезького парламенту Стортинга від Гедмарка в 1961 році, потім його переобирали п'ять разів.
Членом уряду став в 1971 році, зайнявши пост міністра у справах місцевого самоврядування. З 1969 року голова комітету соціальної політики, в 1973–1976 роках голова фракції Норвезької робітничої партії (НРП) в Стортингу.
Прем'єр-міністром став в 1976 році, після відставки Трюгве Браттелі з постів глави уряду і НРП. Його кабінет пропрацював до лютого 1981 року, якраз на цей час довелося бурхливий розвиток нафтовидобутку в країні і підвищення заробітних плат. Уряд проводив праволіберальну політику широких запозичень за кордоном під заставу майбутніх нафтових доходів. У 1977 році була введена 200-мильна виняткова економічна зона, що викликало напругу у відносинах з СРСР, також запровадила аналогічну зону в Баренцевому морі (у 1978 році було досягнуто тимчасову міжурядову угоду, що стала постійною з 2010 року). У 1978 році був прийнятий закон, що залишає жінкам на розсуд можливість аборту до 12-го тижня вагітності. Виступив проти угоди зі Швецією, що пропонувала Норвегії стати співвласником концерну «Volvo», взамін на те, щоб Швеція стала співвласником норвезьких нафтових ресурсів. У вересні 1978 року урядом були введені обмеження на ціни і доходи, які тривали весь 1979 рік, що помітно знизило популярність НРП і уряду.
На парламентських виборах 1977 року НРП досягла успіху, отримавши 42,5 % голосів і 76 місць у Стортингу (у 1973 — 35,3 % і 62 місця), проте на місцевих виборах 1979 року знову втратила голоси (35,9 %).
Був змушений подати у відставку після того, як в пресу просочилися відомості про погіршився стан його здоров'я і рекомендації лікарів залишити пост. У 1981–1985 роках був заступником голови фракції НРП і віце-головою Стортингу.
У 1981 році був також призначений губернатором Гедмарка, на цій посаді він працював до 1993 року. З 1985 по 1993 рік також входив до складу Норвезького нобелівського комітету (1985–1996 роки).
Помер 9 січня 2018 року в Осло від раку передміхурової залози.
Автор семи книг, у тому числі мемуарів.

## Нагороди
- Орден Святого Олафа